# レオナルド・ピニェイロ・ダ・コンセイソン
レオ・ペレ（Léo Pelé）ことレオナルド・ピニェイロ・ダ・コンセイソン（ポルトガル語: Leonardo Pinheiro da Conceição、1996年3月6日 - ）は、ブラジルのサッカー選手。ポジションはDF。

## クラブ歴
フルミネンセFCの下部組織出身で、2013年のカンピオナート・ブラジレイロ・セリエAでは10月19日の試合でベンチ入りを果たした。プロ初出場となったのは2015年9月13日の試合であったが、彼とマルコス・ジュニオールはファンから「CRヴァスコ・ダ・ガマじゃないんだから、チームのために汗をかけ」と酷評された。翌年1月31日にカンピオナート・カリオカで初出場を記録した。翌月17日に契約を2019年末迄延長した。
同年にカンピオナート・ブラジレイロ・セリエB所属のロンドリーナECに期限付き移籍した。2018年にはECバイーアに期限付き移籍した。
2018年12月5日、4年契約でサンパウロFCに完全移籍、移籍金は300万米ドルであった。
2022年12月21日、3年契約でCRヴァスコ・ダ・ガマに1600万レアルで完全移籍した。